# Li Guowen
Li Guowen (en xinès simplificat: 李国文; en xinès tradicional: 李國文; en pinyin: Lǐ Guówén) (Xangai, 24 d'agost de 1930 - Pequín, 24 de novembre de 2022) fou un escriptor xinès. Guardonat amb el Premi Mao Dun de Literatura de l'any 1982 per la seva novel·la "冬天里的春天", traduïda a l'anglès com "Spring in Winter”. i el 1998 el Premi Lu Xun de Literatura per 《涅槃》 Nirvana.

## Biografia
Liu Guowen va néixer a Xangai (Xina) el 24 d'agost de 1930. El 1947 va ser acceptat a l'Acadèmia de Teatre de Nanjing on es va graduar el 1949. Després de la seva graduació, Li va anar a Pequín i va entrar a la Universitat de Tecnologia de la Xina del Nord.
Quan va esclatar la Guerra de Corea el 1950, es va incorporar a l'Exèrcit Popular d'Alliberament i va anar a Corea del Nord on va exercir com a escriptor de l'exèrcit.
El 1982 es va incorporar a la Xina Writers Association i el 1983 i va entrar al Partit Comunista Xinès.

### Carrera literària
El juliol de 1957, va publicar la seva primera novel·la, "改选" (Reelecció), però durant la Revolució Cultural va ser enviat a treballar a una planta de construcció i es va veure obligat a abandonar la professió d'escriptor durant 22 anys. A finals dels anys 70, quan la Xina va començar a aplicar la política de reforma i obertura als països estrangers, els escriptors van tornar a obtenir la llibertat d'escriure i després d'alliberar-se de les restriccions, Li Guowen va obtenir un èxit notable.
Una de les obres més importants de Li Guowen és la novel·la titulada "冬天里的春天", traduïda a l'anglès com "Spring in Winter”." que l'any 1982 va rebre el Premi Mao Dun de Literatura. Aquesta obra es considera com la primera novel·la de la història literària xinesa basada en els moviments psicològics del protagonista i que utilitza la tècnica d'entrellaçar l'espai i el temps. Li combina història i realitat per descriure dos períodes històrics de la nació xinesa, plens de profunds patiments, com la guerra sino-japonesa (1937 a 1945) i la Revolució Cultural.

### Obres destacades
- 改选 (Re-election)
- 冬天里的春天 (Spring in Winter)
- 月食Lunar (Eclipse)
- 危楼纪事 (History of the Dangerous Building)
- 骂人的艺术 (The Art of Swearing)
- 大雅村言 (Everyday Language, o Daya village words) Premi Lu Xun de l'any 2000
- 冬天里的春天 (Dongtian Li de Chuntian)
- 涅槃 (nièpán) traduïda l'anglès com Nirvana. Premi Lu Xun de Literatura de 1995-1996.
- 花园 街五号 Hua yuan jie wu hao (Number 5 Garden Street), amb una adaptació cinematogràfica de Jiang Shusen i Zhao Shi, protagonitzada entre altres per Li Moran.[3]